# Ангенлахта
А́нгенлахта (карел. Angenlahti) — деревня в составе Эссойльского сельского поселения в Пряжинском национальном муниципальном районе Республики Карелия.

## Общие сведения
Расположена на юго-западном берегу озера Сямозеро.

## Население
Численность населения в 1905 году составляла 104 человека.
| 2002 | 2010 | 2013 |
| ---- | ---- | ---- |
| 4    | ↘0   | →0   |